# Rabacher János András
Rabacher János András (Johann Andreas Rabacher, más írásmód szerint Rabbacher, Pozsony, 1686. október 20. – Meuselwitz, 1768. január 18.) evangélikus lelkész.

## Élete
Pozsonyban, Merseburgban és 1704. január 27-étől a hallei egyetemen tanult. Tanított Eislebenben és hitoktató volt Berlinben, majd 1711-ben Ilsmben volt prédikátor. 1712. január 31-én Pozsonyba hívták meg lelkésznek. 1721-től esperesi tisztet is viselt. 1732-ben vallása miatt súlyos büntetésben részesítették. 1744-ben Meiselwitzbe ment szintén lelkésznek.

## Munkája
- Inaugurations-Sermon, als ... Hr. Elias Mohl wohl-verdienter evang. Prediger ... in ... Modern zu einem Superintendenten ... anno 1737. d. 11. Aug. inauguriret wurde, bey verrichteter Investitur in dem evang. Bet-Hausz zu Modern, gehalten. Pressburg, 1738.